# Baru Bukit Punjung
Baru Bukit Punjung is een bestuurslaag in het regentschap Merangin van de provincie Jambi, Indonesië. Baru Bukit Punjung telt 532 inwoners (volkstelling 2010).